# Список лауреатів Премії імені Нобеля з економіки

Аверс медалі лауреата премії

Пре́мія Шве́дського центра́льного ба́нку з економі́чних нау́к па́м'яті Альфре́да Но́беля (швед. Sveriges Riksbanks pris i ekonomisk vetenskap till Alfred Nobels minne), відома також як Нобелівська премія з економіки (швед. Nobelpriset i ekonomi) — найпрестижніша премія в сфері економічних наук, заснована Банком Швеції в 1968 році з нагоди свого 300-річчя. Премію вперше було присуджено 1969 року.
Щороку в жовтні Шведська королівська академія наук оголошує ім'я лауреата премії, попередньо обравши його з-поміж кандидатур, представлених Комітетом присудження премії з економіки пам'яті Альфреда Нобеля. Нагородження лауреата Премії з економіки відбувається разом з лауреатами в інших галузях в річницю смерті Альфреда Нобеля 10 грудня. Кожному лауреату вручається медаль, диплом та грошова винагорода.

## Лауреати

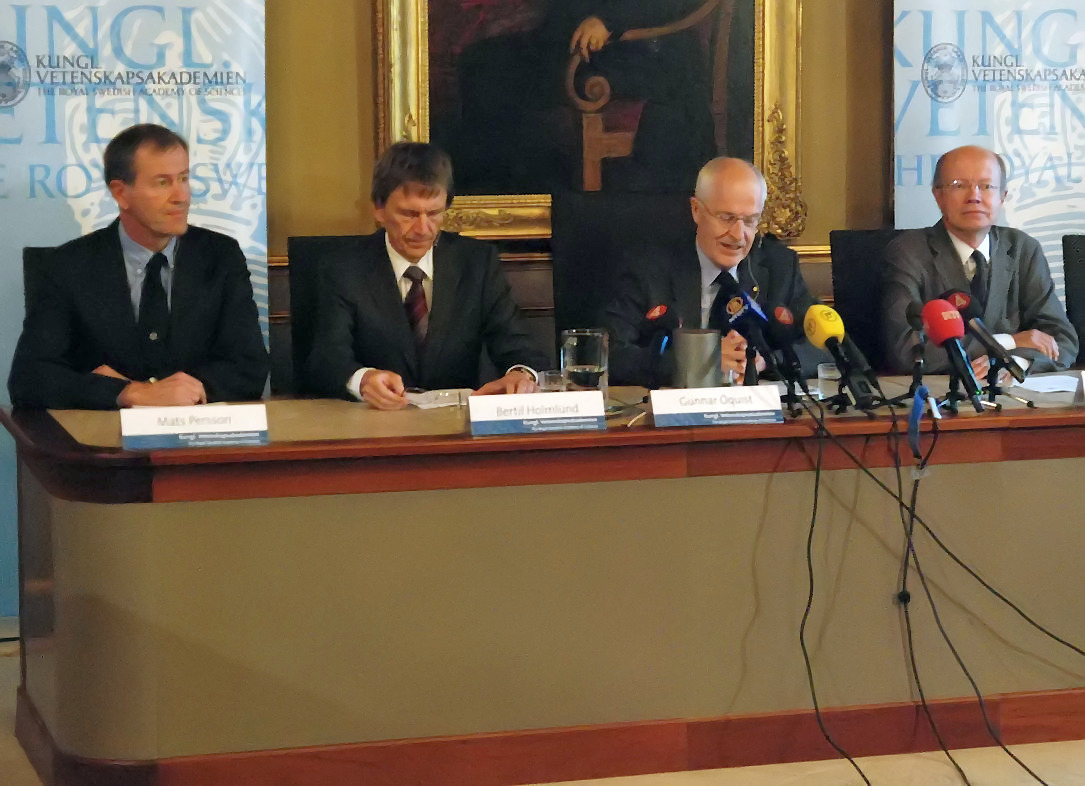
Оголошення лауреата Премії з економіки пам'яті Альфреда Нобеля у 2008 році

Найпершими лауреатами Нобелівської премії з економіки стали Раґнар Фріш з Норвегії та Ян Тінберґен з Нідерландів.
Загалом за період з 1969 року премію присуджували 56 разів, а її лауреатами ставали 96 вчених. Розбіжність між кількістю премій та її лауреатами зумовлена тим, що премію можуть присуджувати одразу кільком особам. Так, з 56 премій 26 разів її отримував один вчений, 20 разів — одразу двоє, 10 разів — одразу троє дослідників.
Середній вік лауреатів на момент здобуття премії становить 67 років. Наймолодшим лауреатом є американо-французька економістка Естер Дюфло, яка стала лауреаткою премії з економіки 2019 року у віці 46 років; найстаршим є інший американець — Леонід Гурвич, який здобув премію 2007 року у віці 90 років.
З 96 лауреатів 93 є чоловіками. Жінки отримували премію з економіки у 2009 (Елінор Остром), 2019 (Естер Дюфло) та 2023 (Клаудія Голдін) роках.

## Список лауреатів

### 1969—1970
| Рік  | Портрет | Ім'я                       | Країна     | Обґрунтування | Примітка |
| ---- | ------- | -------------------------- | ---------- | --- | -------- |
| 1969 |         | Раґнар Фріш (1895—1973)    | Норвегія   | За створення і застосування динамічних моделей для аналізу економічних процесівОригінальний текст (англ.) For having developed and applied dynamic models for the analysis of economic processes | [ 4 ]    |
| 1969 |         | Ян Тінберґен (1903—1994)   | Нідерланди | За створення і застосування динамічних моделей для аналізу економічних процесівОригінальний текст (англ.) For having developed and applied dynamic models for the analysis of economic processes | [ 4 ]    |
| 1970 |         | Пол Семюельсон (1915—2009) | США        | За наукову роботу, що розвинула статичну і динамічну економічну теорію та сприяла підвищенню рівня аналізу в економічній науціОригінальний текст (англ.) For the scientific work through which he has developed static and dynamic economic theory and actively contributed to raising the level of analysis in economic science | [ 6 ]    |

### 1971—1980
| Рік  | Портрет | Ім'я                          | Країна                     | Обґрунтування | Примітка |
| ---- | ------- | ----------------------------- | -------------------------- | --- | -------- |
| 1971 |         | Саймон Кузнець (1901—1985)    | США                        | За емпірично обґрунтоване тлумачення економічного зростання, що призвело до нового, глибшого розуміння як економічної, так і соціальної структури, а також процесу розвиткуОригінальний текст (англ.) For his empirically founded interpretation of economic growth which has led to new and deepened insight into the economic and social structure and process of development | [ 7 ]    |
| 1972 |         | Джон Гікс (1904—1989)         | Велика Британія            | За новаторський внесок в загальну теорію рівноваги і теорію добробутуОригінальний текст (англ.) For their pioneering contributions to general economic equilibrium theory and welfare theory | [ 8 ]    |
| 1972 |         | Кеннет Ерроу (1921—2017)      | США                        | За новаторський внесок в загальну теорію рівноваги і теорію добробутуОригінальний текст (англ.) For their pioneering contributions to general economic equilibrium theory and welfare theory | [ 8 ]    |
| 1973 |         | Василь Леонтьєв (1905—1999)   | США                        | За розвиток методу «витрати-випуск» та за його застосування до важливих економічних проблемОригінальний текст (англ.) For the development of the input-output method and for its application to important economic problems | [ 9 ]    |
| 1974 |         | Гуннар Мюрдаль (1898—1987)    | Швеція                     | За новаторські праці з теорії грошей і економічних коливань та глибокий аналіз взаємозалежності економічних, соціальних та інституціональних явищОригінальний текст (англ.) For their pioneering work in the theory of money and economic fluctuations and for their penetrating analysis of the interdependence of economic, social and institutional phenomena                | [ 10 ]   |
| 1974 |         | Фрідріх фон Гаєк (1899—1992)  | Австрія                    | За новаторські праці з теорії грошей і економічних коливань та глибокий аналіз взаємозалежності економічних, соціальних та інституціональних явищОригінальний текст (англ.) For their pioneering work in the theory of money and economic fluctuations and for their penetrating analysis of the interdependence of economic, social and institutional phenomena                | [ 10 ]   |
| 1975 |         | Леонід Канторович (1912—1986) | СРСР                       | За внесок у теорію оптимального розподілу ресурсівОригінальний текст (англ.) For their contributions to the theory of optimum allocation of resources | [ 11 ]   |
| 1975 |         | Тьялінг Купманс (1910—1985)   | США                        | За внесок у теорію оптимального розподілу ресурсівОригінальний текст (англ.) For their contributions to the theory of optimum allocation of resources | [ 11 ]   |
| 1976 |         | Мілтон Фрідман (1912—2006)    | США                        | За досягнення у сфері аналізу споживання, історії та теорії грошового обігу, а також за практичну демонстрацію складності політики економічної стабілізаціїОригінальний текст (англ.) For his achievements in the fields of consumption analysis, monetary history and theory and for his demonstration of the complexity of stabilization policy                               | [ 12 ]   |
| 1977 |         | Бертіль Улін (1899—1979)      | Швеція                     | За внесок в теорію міжнародної торгівлі і міжнародного руху капіталуОригінальний текст (англ.) For their path breaking contribution to the theory of international trade and international capital movements | [ 13 ]   |
| 1977 |         | Джеймс Мід (1907—1995)        | Велика Британія            | За внесок в теорію міжнародної торгівлі і міжнародного руху капіталуОригінальний текст (англ.) For their path breaking contribution to the theory of international trade and international capital movements | [ 13 ]   |
| 1978 |         | Герберт Саймон (1916—2001)    | США                        | За новаторські дослідження процесу прийняття рішень у межах економічних організаційОригінальний текст (англ.) For his pioneering research into the decision-making process within economic organizations | [ 14 ]   |
| 1979 |         | Теодор Шульц (1902—1998)      | США                        | За новаторські дослідження економічного розвитку з особливим урахуванням проблем країн, що розвиваютьсяОригінальний текст (англ.) For their pioneering research into economic development research with particular consideration of the problems of developing countries | [ 15 ]   |
| 1979 |         | Артур Люїс (1915—1991)        | Сент-Люсія Велика Британія | За новаторські дослідження економічного розвитку з особливим урахуванням проблем країн, що розвиваютьсяОригінальний текст (англ.) For their pioneering research into economic development research with particular consideration of the problems of developing countries | [ 15 ]   |
| 1980 |         | Лоуренс Клейн (1920—2013)     | США                        | За створення економетричних моделей та їхнє застосування до аналізу коливань економіки та економічної політикиОригінальний текст (англ.) Forthe creation of econometric models and the application to the analysis of economic fluctuations and economic policies | [ 16 ]   |

### 1981—1990
| Рік  | Портрет | Ім'я                                | Країна          | Обґрунтування | Примітка |
| ---- | ------- | ----------------------------------- | --------------- | --- | -------- |
| 1981 |         | Джеймс Тобін (1918—2002)            | США             | За аналіз стану фінансових ринків та їхній вплив на політику прийняття рішень у сфері витрат, на становище з безробіттям, виробництвом і цінамиОригінальний текст (англ.) For his analysis of financial markets and their relations to expenditure decisions, employment, production and prices | [ 17 ]   |
| 1982 |         | Джордж Стіглер (1911—1991)          | США             | За новаторські дослідження промислових структур, функціонування ринків, причин та наслідків державного регулюванняОригінальний текст (англ.) For his seminal studies of industrial structures, functioning of markets and causes and effects of public regulation                               | [ 18 ]   |
| 1983 |         | Жерар Дебре (1921—2004)             | США             | За нові методи аналізу в економічній теорії та кардинальний перегляд теорії загальної рівновагиОригінальний текст (англ.) For having incorporated new analytical methods into economic theory and for his rigorous reformulation of the theory of general equilibrium                           | [ 19 ]   |
| 1984 |         | Річард Стоун (1913—1991)            | Велика Британія | За фундаметнтальний внесок у розвиток систем національних рахунківОригінальний текст (англ.) For having made fundamental contributions to the development of systems of national accounts and hence greatly improved the basis for empirical economic analysis                                  | [ 20 ]   |
| 1985 |         | Франко Модільяні (1918—2003)        | Італія          | За новаторський внесок в аналіз заощаджень та фінансових ринківОригінальний текст (англ.) For his pioneering analyses of saving and of financial markets | [ 21 ]   |
| 1986 |         | Джеймс Макгілл Б'юкенен (1919—2013) | США             | За розвиток договірних і конституційних основ теорії прийняття економічних і політичних рішеньОригінальний текст (англ.) For his development of the contractual and constitutional bases for the theory of economic and political decision-making                                               | [ 22 ]   |
| 1987 |         | Роберт Солоу (нар. 1924)            | США             | За внесок до теорії економічного зростанняОригінальний текст (англ.) For his contributions to the theory of economic growth | [ 23 ]   |
| 1988 |         | Моріс Алле (1911—2010)              | Франція         | За новаторський внесок в теорію ринків та ефективного використання ресурсівОригінальний текст (англ.) For his pioneering contributions to the theory of markets and efficient utilization of resources                                                                                          | [ 24 ]   |
| 1989 |         | Трюґве Гаавельмо (1911—1999)        | Норвегія        | За роз'яснення теорії ймовірностей, що заклала основи економетрики, та дослідження одночасних економічних структурОригінальний текст (англ.) For his clarification of the probability theory foundations of econometrics and his analyses of simultaneous economic structures                   | [ 25 ]   |
| 1990 |         | Гаррі Марковіц (1927—2023)          | США             | За піонерську роботу в теорії фінансової економікиОригінальний текст (англ.) For their pioneering work in the theory of financial economics | [ 26 ]   |
| 1990 |         | Мертон Міллер (1923—2000)           | США             | За піонерську роботу в теорії фінансової економікиОригінальний текст (англ.) For their pioneering work in the theory of financial economics | [ 26 ]   |
| 1990 |         | Вільям Шарп (нар. 1934)             | США             | За піонерську роботу в теорії фінансової економікиОригінальний текст (англ.) For their pioneering work in the theory of financial economics | [ 26 ]   |

### 1991—2000
| Рік  | Портрет | Ім'я                         | Країна          | Обґрунтування | Примітка |
| ---- | ------- | ---------------------------- | --------------- | --- | -------- |
| 1991 |         | Рональд Коуз (1910—2013)     | Велика Британія | За відкриття і пояснення сутності трансакційних витрат та майнових прав для інституціональної структури та функціювання економікиОригінальний текст (англ.) For his discovery and clarification of the significance of transaction costs and property rights for the institutional structure and functioning of the economy                                   | [ 27 ]   |
| 1992 |         | Гері Беккер (1930—2014)      | США             | За розширення сфери застосування мікроекономічного аналізу на широкий діапазон людської поведінки та взаємодії між індивідамиОригінальний текст (англ.) For having extended the domain of microeconomic analysis to a wide range of human behaviour and interaction, including nonmarket behaviour                                                            | [ 28 ]   |
| 1993 |         | Роберт Фоґель (1926—2013)    | США             | За внесок в оновлення досліджень економічної історії з застосуванням економічної теорії та кількісних методів з метою пояснення економічних та інституціональних змінОригінальний текст (англ.) For having renewed research in economic history by applying economic theory and quantitative methods in order to explain economic and institutional change    | [ 29 ]   |
| 1993 |         | Дуглас Норт (1920—2015)      | США             | За внесок в оновлення досліджень економічної історії з застосуванням економічної теорії та кількісних методів з метою пояснення економічних та інституціональних змінОригінальний текст (англ.) For having renewed research in economic history by applying economic theory and quantitative methods in order to explain economic and institutional change    | [ 29 ]   |
| 1994 |         | Джон Харсані (1920—2000)     | США             | За аналіз рівноваги в теорії некооперативних ігорОригінальний текст (англ.) For their pioneering analysis of equilibria in the theory of non-cooperative games | [ 30 ]   |
| 1994 |         | Джон Неш (1928—2015)         | США             | За аналіз рівноваги в теорії некооперативних ігорОригінальний текст (англ.) For their pioneering analysis of equilibria in the theory of non-cooperative games | [ 30 ]   |
| 1994 |         | Райнгард Зелтен (1930—2016)  | Німеччина       | За аналіз рівноваги в теорії некооперативних ігорОригінальний текст (англ.) For their pioneering analysis of equilibria in the theory of non-cooperative games | [ 30 ]   |
| 1995 |         | Роберт Лукас (нар. 1937)     | США             | За розвиток і застосування гіпотези раціональних очікувань, трансформацію макроекономічного аналізу та поглиблення розуміння економічної політикиОригінальний текст (англ.) For having developed and applied the hypothesis of rational expectations, and thereby having transformed macroeconomic analysis and deepened our understanding of economic policy | [ 31 ]   |
| 1996 |         | Джеймс Міррліс (нар. 1936)   | Велика Британія | За фундаментальний внесок в економічну теорію стимулів в умовах асиметричної інформаціїОригінальний текст (англ.) For their fundamental contributions to the economic theory of incentives under asymmetric information | [ 32 ]   |
| 1996 |         | Вільям Вікрі (1914—1996)     | США             | За фундаментальний внесок в економічну теорію стимулів в умовах асиметричної інформаціїОригінальний текст (англ.) For their fundamental contributions to the economic theory of incentives under asymmetric information | [ 32 ]   |
| 1997 |         | Роберт Мертон (нар. 1944)    | США             | За новий метод визначення вартості похідних фінансових інструментівОригінальний текст (англ.) For a new method to determine the value of derivatives | [ 33 ]   |
| 1997 |         | Майрон Шоулз (нар. 1941)     | Канада          | За новий метод визначення вартості похідних фінансових інструментівОригінальний текст (англ.) For a new method to determine the value of derivatives | [ 33 ]   |
| 1998 |         | Амартія Сен (нар. 1933)      | Індія           | За внесок в економіку добробутуОригінальний текст (англ.) For his contributions to welfare economics | [ 34 ]   |
| 1999 |         | Роберт Манделл (1932—2021)   | Канада          | За аналіз монетарної і фіскальної політики за умов різних режимів валютних курсах та за аналіз оптимальних валютних зонОригінальний текст (англ.) For his analysis of monetary and fiscal policy under different exchange rate regimes and his analysis of optimum currency areas                                                                             | [ 35 ]   |
| 2000 |         | Джеймс Хекман (нар. 1944)    | США             | За розвиток теорії і методів аналізу селективних вибірокОригінальний текст (англ.) For his development of theory and methods for analyzing selective samples | [ 36 ]   |
| 2000 |         | Деніел Макфадден (нар. 1937) | США             | За розвиток теорії і методів аналізу дискретних вибірокОригінальний текст (англ.) For his development of theory and methods for analyzing discrete choice | [ 36 ]   |

### 2001—2010
| Рік  | Портрет | Ім'я                             | Країна               | Обґрунтування | Примітка |
| ---- | ------- | -------------------------------- | -------------------- | --- | -------- |
| 2001 |         | Джордж Акерлоф (нар. 1940)       | США                  | За їх аналіз ринків з асиметричною інформацієюОригінальний текст (англ.) For their analyses of markets with asymmetric information | [ 37 ]   |
| 2001 |         | Майкл Спенс (нар. 1943)          | США                  | За їх аналіз ринків з асиметричною інформацієюОригінальний текст (англ.) For their analyses of markets with asymmetric information | [ 37 ]   |
| 2001 |         | Джозеф Стігліц (нар. 1943)       | США                  | За їх аналіз ринків з асиметричною інформацієюОригінальний текст (англ.) For their analyses of markets with asymmetric information | [ 37 ]   |
| 2002 |         | Деніел Канеман (нар. 1934)       | США Ізраїль          | За розуміння комплексного підходу до психологічних досліджень в економіці, особливо відносно суджень та прийняття рішень в умовах невизначенностіОригінальний текст (англ.) For having integrated insights from psychological research into economic science, especially concerning human judgment and decision-making under uncertainty | [ 38 ]   |
| 2002 |         | Вернон Сміт (нар. 1927)          | США                  | За створення лабораторних експериментів як інструменту емпіричного економічного аналізу, особливо при вивченні альтернативних ринкових механізмівОригінальний текст (англ.) For having established laboratory experiments as a tool in empirical economic analysis, especially in the study of alternative market mechanisms             | [ 38 ]   |
| 2003 |         | Роберт Енґл (нар. 1942)          | США                  | За методи аналізу часових рядів з циклічними тенденціями (Авторегресивна умовна гетероскедастичність)Оригінальний текст (англ.) For methods of analyzing economic time series with time-varying volatility (ARCH) | [ 39 ]   |
| 2003 |         | Клайв Гренджер (1934—2009)       | Велика Британія      | За методи аналізу часових рядів з загальними тенденціями (коінтеграція)Оригінальний текст (англ.) For methods of analyzing economic time series with common trends (cointegration) | [ 39 ]   |
| 2004 |         | Фінн Кідланд (нар. 1943)         | Норвегія             | За внесок у вивчення впливу фактору часу на економічну політику та дослідження рушійних сил ділових циклівОригінальний текст (англ.) For their contributions to dynamic macroeconomics: the time consistency of economic policy and the driving forces behind business cycles                                                            | [ 40 ]   |
| 2004 |         | Едвард Прескотт (нар. 1940)      | США                  | За внесок у вивчення впливу фактору часу на економічну політику та дослідження рушійних сил ділових циклівОригінальний текст (англ.) For their contributions to dynamic macroeconomics: the time consistency of economic policy and the driving forces behind business cycles                                                            | [ 40 ]   |
| 2005 |         | Роберт Ауманн (нар. 1930)        | США Ізраїль          | За укріплення нашого розуміння конфлікту та співпраці на основі аналізу теорії ігорОригінальний текст (англ.) For having enhanced our understanding of conflict and cooperation through game-theory analysis | [ 41 ]   |
| 2005 |         | Томас Шеллінг (1921—2016)        | США                  | За укріплення нашого розуміння конфлікту та співпраці на основі аналізу теорії ігорОригінальний текст (англ.) For having enhanced our understanding of conflict and cooperation through game-theory analysis | [ 41 ]   |
| 2006 |         | Едмунд Фелпс (нар. 1933)         | США                  | За аналіз міжчасового обміну в макроекономічній політиціОригінальний текст (англ.) For his analysis of intertemporal tradeoffs in macroeconomic policy | [ 42 ]   |
| 2007 |         | Леонід Гурвич (1917—2008)        | США                  | За створення основ теорії оптимальних механізмівОригінальний текст (англ.) For having laid the foundations of mechanism design theory | [ 43 ]   |
| 2007 |         | Ерік Мескін (нар. 1950)          | США                  | За створення основ теорії оптимальних механізмівОригінальний текст (англ.) For having laid the foundations of mechanism design theory | [ 43 ]   |
| 2007 |         | Роджер Маєрсон (нар. 1951)       | США                  | За створення основ теорії оптимальних механізмівОригінальний текст (англ.) For having laid the foundations of mechanism design theory | [ 43 ]   |
| 2008 |         | Пол Кругман (нар. 1953)          | США                  | За аналіз торговельних моделей і місць розташування економічної активностіОригінальний текст (англ.) For his analysis of trade patterns and location of economic activity | [ 44 ]   |
| 2009 |         | Елінор Остром (1933—2012)        | США                  | За роботу з аналізу економічного управлінняОригінальний текст (англ.) For her analysis of economic governance, especially the commons | [ 45 ]   |
| 2009 |         | Олівер Вільямсон (1932—2020)     | США                  | За роботу з аналізу економічного управлінняОригінальний текст (англ.) For his analysis of economic governance, especially the boundaries of the firm | [ 45 ]   |
| 2010 |         | Пітер Даймонд (нар. 1940)        | США                  | За роботу з аналізу ринків з моделями пошукуОригінальний текст (англ.) For their analysis of markets with search frictions | [ 46 ]   |
| 2010 |         | Дейл Мортенсен (1939—2014)       | США                  | За роботу з аналізу ринків з моделями пошукуОригінальний текст (англ.) For their analysis of markets with search frictions | [ 46 ]   |
| 2010 |         | Крістофер Піссарідес (нар. 1948) | Кіпр Велика Британія | За роботу з аналізу ринків з моделями пошукуОригінальний текст (англ.) For their analysis of markets with search frictions | [ 46 ]   |

### 2011—2020
| Рік  | Портрет | Ім'я                          | Країна          | Обґрунтування | Примітка |
| ---- | ------- | ----------------------------- | --------------- | --- | -------- |
| 2011 |         | Томас Сарджент (нар. 1943)    | США             | За емпіричні дослідження причинно-наслідкових зв'язків у макроекономіціОригінальний текст (англ.) For their empirical research on cause and effect in the macroeconomy                               | [ 47 ]   |
| 2011 |         | Крістофер Сімс (нар. 1942)    | США             | За емпіричні дослідження причинно-наслідкових зв'язків у макроекономіціОригінальний текст (англ.) For their empirical research on cause and effect in the macroeconomy                               | [ 47 ]   |
| 2012 |         | Елвін Рот (нар. 1951)         | США             | За теорію стабільного розподілу та практику устрою ринкуОригінальний текст (англ.) For the theory of stable allocations and the practice of market design                                            | [ 48 ]   |
| 2012 |         | Ллойд Шеплі (1923—2016)       | США             | За теорію стабільного розподілу та практику устрою ринкуОригінальний текст (англ.) For the theory of stable allocations and the practice of market design                                            | [ 48 ]   |
| 2013 |         | Юджин Фама (нар. 1939)        | США             | За їхній емпіричний аналіз цін на активиОригінальний текст (англ.) For their empirical analysis of asset prices                                                                                      | [ 49 ]   |
| 2013 |         | Ларс Петер Гансен (нар. 1952) | США             | За їхній емпіричний аналіз цін на активиОригінальний текст (англ.) For their empirical analysis of asset prices                                                                                      | [ 49 ]   |
| 2013 |         | Роберт Шиллер (нар. 1946)     | США             | За їхній емпіричний аналіз цін на активиОригінальний текст (англ.) For their empirical analysis of asset prices                                                                                      | [ 49 ]   |
| 2014 |         | Жан Тіроль (нар. 1953)        | Франція         | За дослідження ринкової влади та регулюванняОригінальний текст (англ.) For his analysis of market power and regulation                                                                               | [ 50 ]   |
| 2015 |         | Ангус Дітон (нар. 1945)       | Велика Британія | За дослідження споживання, бідності та добробутуОригінальний текст (англ.) For his analysis of consumption, poverty, and welfare                                                                     | [ 51 ]   |
| 2016 |         | Олівер Гарт (нар. 1948)       | Велика Британія | За їхній внесок у розвиток теорії контрактівОригінальний текст (англ.) For their contributions to contract theory                                                                                    | [ 52 ]   |
| 2016 |         | Бенгт Гольмстрем (нар. 1949)  | Фінляндія       | За їхній внесок у розвиток теорії контрактівОригінальний текст (англ.) For their contributions to contract theory                                                                                    | [ 52 ]   |
| 2017 |         | Річард Тейлер (нар. 1945)     | США             | За внесок до поведінкової економікиОригінальний текст (англ.) For his contributions to behavioural economics                                                                                         | [ 53 ]   |
| 2018 |         | Вільям Нордгауз (нар. 1941)   | США             | За дослідження впливу кліматичних змін при довгостроковому макроекономічному аналізіОригінальний текст (англ.) For integrating climate change into long-run macroeconomic analysis                   | [ 54 ]   |
| 2018 |         | Пол Ромер (нар. 1955)         | США             | За дослідження впливу технологічних інновацій при довгостроковому макроекономічному аналізіОригінальний текст (англ.) For integrating technological innovations into long-run macroeconomic analysis | [ 54 ]   |
| 2019 |         | Абхіджит Банерджі (нар. 1961) | США             | За експериментальний підхід до боротьби з бідністюОригінальний текст (англ.) For their experimental approach to alleviating global poverty                                                           | [ 55 ]   |
| 2019 |         | Естер Дюфло (нар. 1972)       | Франція США     | За експериментальний підхід до боротьби з бідністюОригінальний текст (англ.) For their experimental approach to alleviating global poverty                                                           | [ 55 ]   |
| 2019 |         | Майкл Кремер (нар. 1964)      | США             | За експериментальний підхід до боротьби з бідністюОригінальний текст (англ.) For their experimental approach to alleviating global poverty                                                           | [ 55 ]   |
| 2020 |         | Пол Мілгром (нар. 1948)       | США             | За вдосконалення теорії аукціонів та винайдення нових форматів аукціонуОригінальний текст (англ.) For improvements to auction theory and inventions of new auction formats                           | [ 56 ]   |
| 2020 |         | Роберт Вілсон (нар. 1937)     | США             | За вдосконалення теорії аукціонів та винайдення нових форматів аукціонуОригінальний текст (англ.) For improvements to auction theory and inventions of new auction formats                           | [ 56 ]   |

### 2021—2030
| Рік  | Портрет | Ім'я                        | Країна              | Обґрунтування | Примітка |
| ---- | ------- | --------------------------- | ------------------- | --- | -------- |
| 2021 |         | Девід Кард (нар. 1956)      | США Канада          | За емпіричний внесок до економіки праціОригінальний текст (англ.) For his empirical contributions to labour economics                                                      | [ 57 ]   |
| 2021 |         | Джошуа Ангріст (нар. 1960)  | США Ізраїль         | За методологічний внесок до аналізу причинно-наслідкових зв'язківОригінальний текст (англ.) For their methodological contributions to the analysis of causal relationships | [ 57 ]   |
| 2021 |         | Гвідо Імбенс (нар. 1963)    | США Нідерланди      | За методологічний внесок до аналізу причинно-наслідкових зв'язківОригінальний текст (англ.) For their methodological contributions to the analysis of causal relationships | [ 57 ]   |
| 2022 |         | Бен Бернанке (нар. 1953)    | США                 | За дослідження банків і фінансових кризОригінальний текст (англ.) For research on banks and financial crises                                                               | [ 58 ]   |
| 2022 |         | Філіп Дибвіг (нар. 1955)    | США                 | За дослідження банків і фінансових кризОригінальний текст (англ.) For research on banks and financial crises                                                               | [ 58 ]   |
| 2022 |         | Дуглас Даймонд (нар. 1953)  | США                 | За дослідження банків і фінансових кризОригінальний текст (англ.) For research on banks and financial crises                                                               | [ 58 ]   |
| 2023 |         | Клаудія Голдін (нар. 1946)  | США                 | За поглиблення розуміння позицій жінок на ринку праціОригінальний текст (англ.) For having advanced our understanding of women’s labour market outcomes                    | [ 59 ]   |
| 2024 |         | Дарон Аджемоглу (нар. 1967) | США Туреччина       | За дослідження, як формуються інституції та їхній вплив на добробутОригінальний текст (англ.) For studies of how institutions are formed and affect prosperity             | [ 60 ]   |
| 2024 |         | Саймон Джонсон (нар. 1963)  | Велика Британія США | За дослідження, як формуються інституції та їхній вплив на добробутОригінальний текст (англ.) For studies of how institutions are formed and affect prosperity             | [ 60 ]   |
| 2024 |         | Джеймс Робінсон (нар. 1960) | Велика Британія     | За дослідження, як формуються інституції та їхній вплив на добробутОригінальний текст (англ.) For studies of how institutions are formed and affect prosperity             | [ 60 ]   |

## Кількість лауреатів за країнами
Нижче наведено рейтинг країн відповідно до кількості їхніх Нобелівських лауреатів з економіки. У випадку, коли вказувалася приналежність лауреата до двох країн одночасно, тоді у таблиці нижче його занесено у залік обох країн. Так, троє лауреатів (Роберт Ауманн, Деніел Канеман та Джошуа Ангріст) були одночасно громадянами США та Ізраїлю, Крістофер Піссарідес мав паспорти Великої Британії та Кіпру, Естер Дюфло — Франції та США, Девід Кард — США і Канади, Гвідо Імбенс — США і Нідерландів, а Дарон Аджемоглу — США і Туреччини.
| Країна          | Кількість премій |
| --------------- | ---------------- |
| США             | 71               |
| Велика Британія | 13               |
| Канада          | 4                |
| Франція         | 4                |
| Ізраїль         | 3                |
| Нідерланди      | 3                |
| Норвегія        | 3                |
| Індія           | 2                |
| СРСР            | 2                |
| Швеція          | 2                |
| Австрія         | 1                |
| Італія          | 1                |
| Кіпр            | 1                |
| Німеччина       | 1                |
| Польща          | 1                |
| Сент-Люсія      | 1                |
| Туреччина       | 1                |
| Угорщина        | 1                |
| Фінляндія       | 1                |